# Nordmakedoniens Davis Cup-lag
Makedoniens Davis Cup-lag styrs av Makedoniens tennisförbund och representerar Nordmakedonien i tennisturneringen Davis Cup, tidigare International Lawn Tennis Challenge. Makedonien debuterade i sammanhanget Davis Cup 1995, och gick vidare från grupp I 2006.